# Zakłady Azotowe w Tarnowie-Mościcach
Zakłady Azotowe w Tarnowie-Mościcach S.A. (od 2013 r. w składzie Grupy Azoty) – przedsiębiorstwo z branży chemicznej zlokalizowane w Mościcach, dzielnicy Tarnowa. W okresie II Rzeczypospolitej jedna z najnowocześniejszych fabryk w Europie.

## Historia

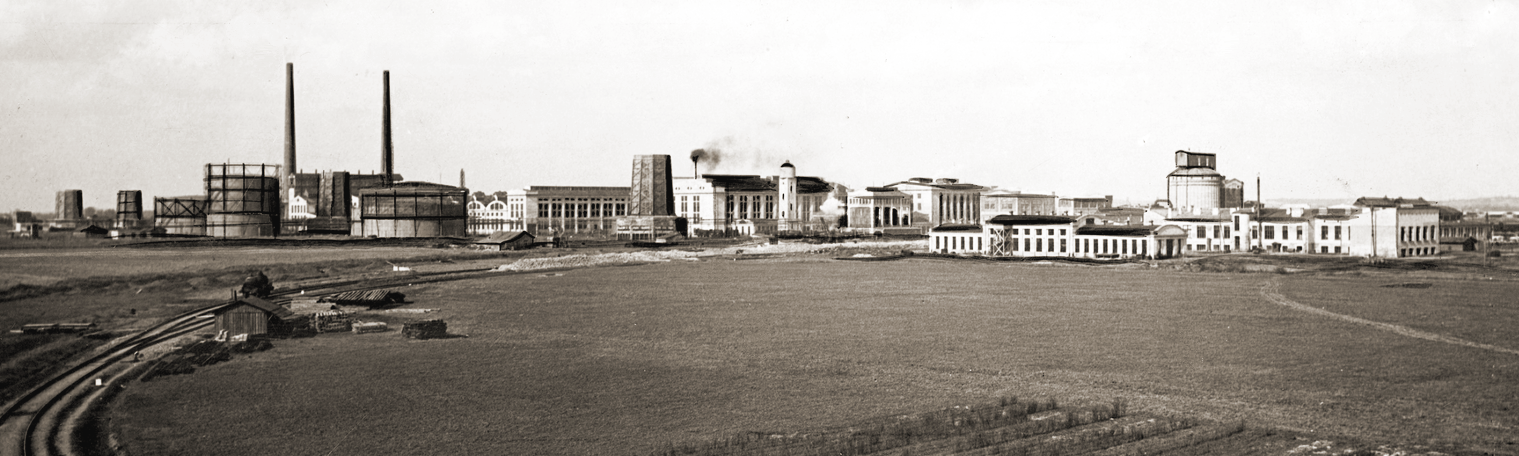
Państwowa Fabryka Związków Azotowych w Mościcach – panorama 1932

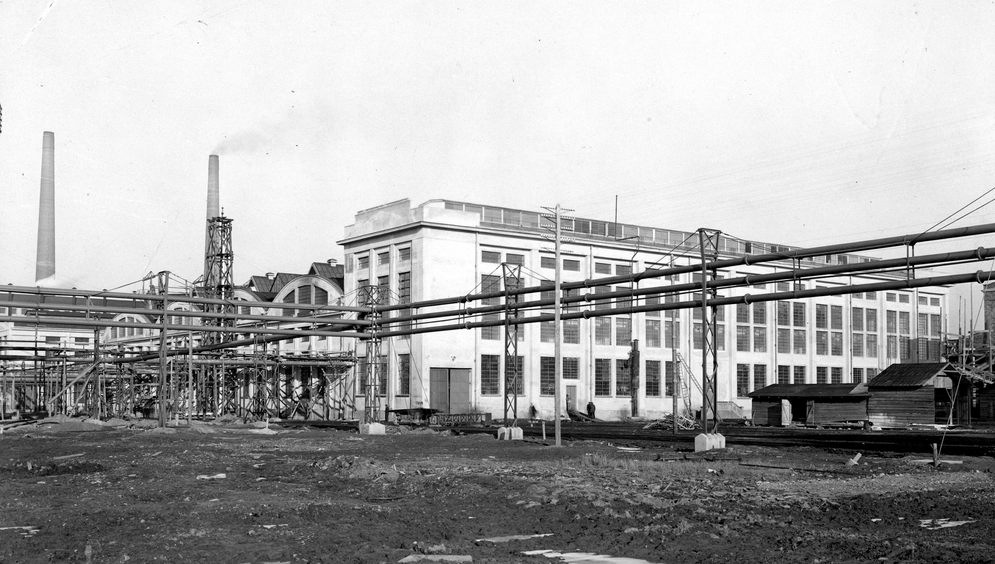
Państwowa Fabryka Związków Azotowych w Mościcach – główny korpus zakładów

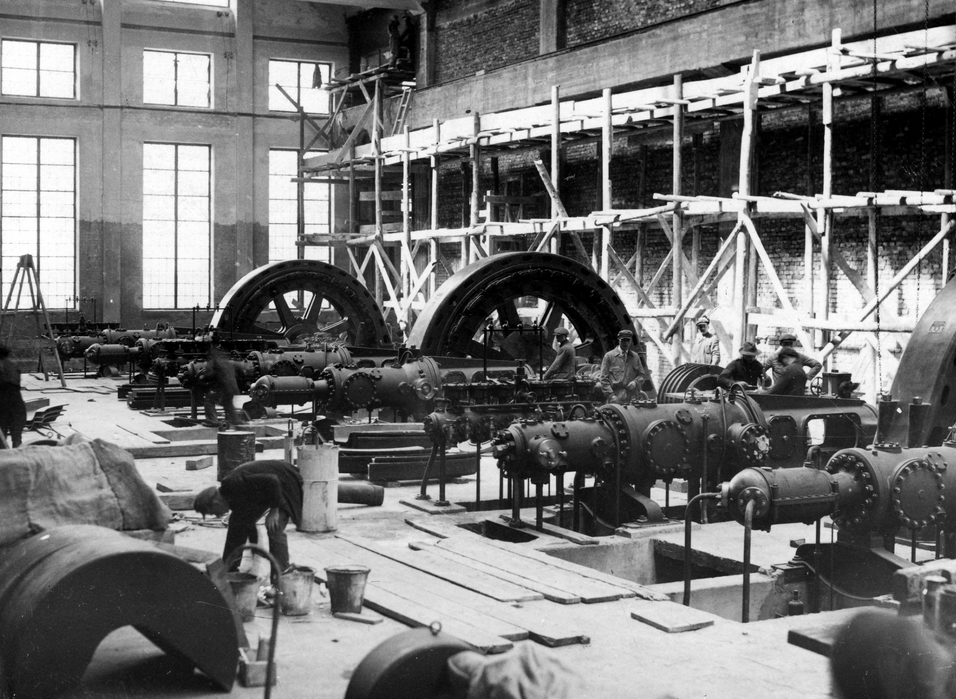
Państwowa Fabryka Związków Azotowych w Mościcach – hala kompresorów

Decyzję o budowie pierwszej fabryki podjęto w 1927 na wniosek Ignacego Mościckiego. Wchodzący w skład wsi Świerczków i Dąbrówka Infułacka teren o powierzchni 670 ha, zakupiony od księcia Romana Władysława Sanguszki za 210 tys. dolarów amerykańskich wykorzystano pod budowę fabryki wraz z osiedlem mieszkaniowym. 29 czerwca 1929 nadano mu nazwę Mościce. Oficjalne otwarcie Państwowej Fabryki Związków Azotowych nastąpiło w styczniu 1930. Pierwszym jej dyrektorem technicznym został inż. Romuald Wowkonowicz (1929-1933). W 1933 fabryka została połączona z fabryką w Chorzowie w przedsiębiorstwo o nazwie Zjednoczone Fabryki Związków Azotowych w Mościcach i Chorzowie, których dyrektorem naczelnym był Eugeniusz Kwiatkowski.
Państwowa Fabryka Związków Azotowych stanowiła jedną z największych inwestycji lat dwudziestych w Polsce. Fabryka prowadziła własne gospodarstwo rolne posiadające własny warzywnik o powierzchni 6 hektarów oraz poletka doświadczalne. Fabrykę zwiedzały wycieczki z całej Polski, a specjalnie dla nich zostały przygotowane edukacyjne ulotki. Organizowano też odczyty wśród rolników. Fabryka produkowała i sprzedawała m.in.: siarczan amonu, azotniak, supertomasynę, kwas azotowy, wodór sprężony, tlen sprężony, kwas solny, czy saletrę amonową. W II poł. lat 30. XX wieku zatrudniała ponad 3200 pracowników. Wchodziła w skład Centralnego Okręgu Przemysłowego. Eksportowała do 60 krajów, głównie: Anglii, Danii, USA, Argentyny, Finlandii, Rumunii, Holandii i Wenezueli.
Po wybuchu II wojny światowej na wschód ewakuowano najcenniejsze wyposażenie fabryki w tym platynowe siatki służące jako katalizatory do produkcji związków azotowych. Ich dalszy los pozostaje nieznany, prawdopodobnie zostały przejęte przez Rosjan. Wkrótce fabryka została przejęta przez Niemców i zaczęła funkcjonować pod nazwą Stickstoffwerke Moscice.
Po wojnie fabryka wznowiła działalność w 1948. W ramach planu sześcioletniego powstały nowe instalacje m.in. produkcji kaprolaktamu. W późniejszym czasie rozpoczęto produkcję poliamidu o nazwie handlowej Tarnamid, polichlorku winylu, akrylonitrylu, politetrafluoroetylenu (o nazwie handlowej Tarflen).
Mościce zostały przyłączone do Tarnowa w 1951 roku.
W czasach PRL, od 20 lipca 1951 r. do 19 lipca 1989 r. fabryka nosiła nazwę: Zakłady Azotowe im. Feliksa Dzierżyńskiego w Tarnowie.

## Struktura organizacyjna
Zakłady Azotowe w Tarnowie-Mościcach tworzyły grupę kapitałową, w skład której wchodziły spółki-córki:
- ATT Polymers GmbH – (dotychczas Polymers Unylon GmbH) – producent PA-6 w Europie Zachodniej. Wskutek wejścia do Grupy Kapitałowej Azoty Tarnów spółka technologicznie zintegrowana z dostawcą kaprolaktamu – surowca do produkcji PA-6.
- Zakład Pomiarów i Automatyki „Automatyka” Sp. z o.o. – główna dziedzina działalności to automatyka przemysłowa
- Biuro Projektów Zakładów Azotowych Biprozat-Tarnów Sp. z o.o. – wykonuje wielobranżowe projekty w zakresie: technologii chemicznej, instalacji przemysłowych, ochrony środowiska, budownictwa ogólnego i przemysłowego
- Zakład Remontów Elektrycznych oraz Instalatorstwo Elektryczne Elzat Sp. z o.o. – remonty i diagnostyka silników elektrycznych bez ograniczeń typu i mocy, wykonawstwo rozdzielni, budowa, remonty i eksploatacja sieci elektroenergetycznych, transformatorów
- Jednostka Ratownictwa Chemicznego Sp. z o.o. – wykonuje usługi w zakresie ratownictwa chemicznego.
- Przedsiębiorstwo Transportu Kolejowego „Koltar” Sp. z o.o. – wykonywanie licencjonowanych przewozów towarów, wynajem taboru kolejowego, remonty i utrzymanie nawierzchni torowej
- PROReM Sp. z o.o. – Instalacje technologiczne dla przemysłu chemicznego energetycznego, spożywczego i innych
- Zwri Sp. z o.o. – usługi budowlane, montażowe, instalacje sanitarne, przemysłowe, elektryczne, pomiarowe, teletechniczne (dawny SOWI ZA – Samodzielny Oddział Wykonawstwa Inwestycji ZA, przekształcony następnie w Zakład Wykonawstwa Remontów i Inwestycji)

## Przekształcenia i działalność konsolidacyjna
W 1991 r. Zakłady Azotowe w Tarnowie-Mościcach zostały przekształcone w spółkę akcyjną skarbu państwa. W 2005 r. Ministerstwo Skarbu Państwa przekazało 80% akcji spółki Nafcie Polskiej w celu przeprowadzenia prywatyzacji. W 2006 r. rozpoczęto przygotowania do sprzedaży 80% akcji zakładów inwestorowi zewnętrznemu. Inwestorem wyłonionym w procedurze prywatyzacyjnej był koncern PCC AG, który oferował 365,8 mln złotych za 80% akcji. Wskutek decyzji ministerstwa do transakcji nie doszło.
Prywatyzację przeprowadzono poprzez emisję akcji na Giełdzie Papierów Wartościowych. Debiut giełdowy miał miejsce 30 czerwca 2008. Akcjonariuszami spółki zostały m.in. Ciech oraz PGNiG.
W 2010 r. Zakłady Azotowe w Tarnowie nabyły 100% udziałów w Unylon Polymers GmbH w Gubinie – firmie będącej producentem poliamidów. Nowy podmiot wchodzący w skład Grupy Kapitałowej Azoty Tarnów zmienił nazwę na ATT Polymers.

## Konsolidacja spółekwielkiej syntezy chemicznej
W 2010 roku Zakłady Azotowe w Tarnowie-Mościcach nabyły większościowy pakiet (52,5%) akcji Zakładów Azotowych Kędzierzyn. Nabycie kolejnych 41% akcji miało miejsce w 2011 r. i pozwoliło na rozpoczęcie procesu konsolidacji obu przedsiębiorstw. W sierpniu 2011 r. spółka nabyła także 66% akcji Zakładów Chemicznych Police.
W 2012 roku Zakłady Azotowe w Tarnowie podpisały umowę konsolidacyjną z Zakładami Azotowymi w Puławach, której efektem było powstanie Grupy Azoty. Spółka zmieniła nazwę w kwietniu 2013.

## Sponsoring
Przedsiębiorstwo od powstania, czyli od roku 1927, wspiera klub sportowy Unię Tarnów. Hasło reklamowe brzmi: „Z tarnowskim sportem od zawsze!”.

## Dyrektorzy naczelni i prezesi
- 1927–1929 – Tadeusz Zwisłocki (Dyrektor Naczelny PFZA)
- 1929–1933 – Romuald Wowkonowicz (Dyrektor Techniczny PFZA)
- 1930–1933 – Eugeniusz Kwiatkowski (Dyrektor Naczelny PFZA i ZFZA)
- 1936–1939 – Czesław Benedek (Dyrektor Naczelny ZFZA)
- 1945–1946 – Stanisław Żuczkiewicz
- 1946 – Hugo Trzebicki
- 1946–1948 – Józef Szymański
- 1948–1951 – Stanisław Anioł
- 1951–1952 – Stanisław Lau
- 1952 – Mieczysław Gołąb
- 1953–1958 – Henryk Gładecki
- 1958–1978 – Stanisław Opałko
- 1978–1988 – Jerzy Pyzikowski
- 1988–1994 – Andrzej Kasznia
- 1994–1999 – Stanisław Maciejczyk
- 1999–2001 – Antoni Barwacz
- 2001–2006 – Ryszard Ścigała
- 2006 – Jarosław Żołędowski
- 2006–2008 – Jarosław Wita
- 2008–2013 – Jerzy Marciniak[7]